# Vocal tancada anterior no arrodonida
La vocal tancada anterior no arrodonida es representa amb una [i] en l'AFI, és a dir, la lletra i minúscula. És un so present a gairebé totes les llengües del món.
Acústicament, té el primer formant al voltant dels 300 Hz i el segon sobre els 2000Hz.

## Característiques
- És una vocal perquè no hi ha obstrucció total del pas de l'aire.
- És una vocal oral perquè no hi ha obertura del canal nasal.
- És una vocal alta o vocal tancada perquè la base de la llengua puja a la posició més alta possible a tocar del paladar sense arribar a crear una constricció que faria considerar el so una consonant.
- És una vocal anterior perquè la llengua s'avança cap a l'exterior a la posició més endavant possible.
- És una vocal no arrodonida perquè s'articula amb els llavis distesos, en la posició ordinària.

## En català
El català posseeix aquest so, que apareix a tots els dialectes i tant en posició àtona com tònica, com per exemple a "fill".
En la representació escrita, es representa amb la lletra "i". Si s'ha d'accentuar, sempre porta accent tancat, per exemple "veí". Pot portar dièresi per trencar un diftong (és una vocal feble), per exemple "veïna".